# Músculo trapecio
El músculo trapecio o simplemente trapecio es un músculo situado en la región posterior del cuello y del tronco. Debe su nombre a la forma aplanada, que le ha hecho comparar a una mesa, es el cucullus de Spigel, llamado así por la palabra en latín cucullus que significa capuchón, por disponerse los dos trapecios a manera de capuchón de fraile tirado atrás.

## Inserciones y constitución anatómica

### Inserciones axiales o mediales
Desde superior a inferior, se encuentran:
- En la línea nucal superior.
- En la protuberancia occipital externa.
- Por dentro en el ligamento cervical posterior, que une la protuberancia occipital externa con la apófisis espinosa de la 7° vértebra cervical y con las apófisis espinosas de las otras vértebras cervicales, disponiéndose en sentido sagital hacia la fascia superficial.
- En las apófisis espinosas de séptima cervical a la décima o undécima torácica y de todos los ligamentos supraespinosos correspondientes.

Las inserciones superiores son gruesas, mientras que las inserciones vertebrales se realizan por una lámina tendinosa delgada.

### Cuerpo muscular
El cuerpo muscular es muy robusto y espeso, sobre todo en su parte superior. Aquí las fibras musculares descienden oblicuas en sentido lateral. En la parte mediana, las fibras son transversales, para hacerse oblicuamente ascendentes en la parte inferior del músculo.

### Inserciones distales o laterales
Se disponen:
- Los fascículos superiores (porción descendiente) van al tercio externo del borde posterior de la clavícula y a su cara superior.
- Los fascículos medios (porción transversa) se insertan en el borde mundacal del acromion y en el borde posterior de la espina de la escápula (labio superior) en toda su extensión.
- Los fascículos inferiores (porción ascendente) terminan en una fascia triangular que se desliza sobre la terminación medial de la espina de la escápula.

Posición del trapecio y sus partes.
fibras superiores del trapecio
fibras medias del trapecio
fibras inferiores del trapecio

Se distinguen en dos caras y tres bordes:
- Cara superficial: subcutánea, responde a la región posterior y superior del dorso.

- Cara profunda: cubre, arriba, a los músculos de la nuca el elevador de la escápula, el esplenio y el semiespinoso de la cabeza. Más abajo cubre a los músculos espinoso, longísimo e iliocostal del tórax, de los que está separado por las inserciones vertebrales de los romboides y el dorsal ancho. Lateralmente, el músculo se relaciona en profundidad con la región supraescapular, con la fosa supraespinosa y con las parte superior y medial de la infraespinosa.

- Borde anterior: particularmente espeso, está situado por atrás y arriba de la clavícula. Levanta los tegumentos y contribuye a la forma del hombro. Está separado del borde posterior del esternocleidomastoideo por un espacio triangular de vértice superior (en la mastoides, donde ambos músculos contactan), y de base inferior (clavicular): es el triángulo supraclavicular, región lateral del cuello. Entre ambos músculos se extiende la lámina superficial de la fascia cervical, desdoblada adelante para contener al esternocleidomastoideo y atrás, al trapecio.

- Borde inferior: es el oblicuo de abajo arriba y de medial a lateral. Entre el y el borde superior del músculo dorsal ancho hay un espacio triangular abierto arriba y lateralmente, llenado por la fascia que una a ambos músculos.

- Borde medial:  donde este se encuentra en contacto con su homólogo opuesto sobre las apófisis espinosas.

## Inervación
Por su cara profunda, no lejos de su borde anterior, recibe la rama lateral del nervio accesorio (XI par craneal). Hacia arriba, del plexo cervical, ramos posteriores del 2°, 3° y 4° nervio cervical se unen al accesorio, y le llega por su cara profunda, el nervio del trapecio.

## Vascularización
La arteria dorsal de la escápula es una arteria que se origina en la porción segunda o tercera de la arteria subclavia o como rama profunda de la arteria cervical transversa. No presenta ramas. Irriga los músculos elevador de la escápula, romboides mayor, romboides menor y trapecio.

## Acción
Cuando toma punto fijo en el eje del tronco, eleva el hombro y acerca la escápula a la columna vertebral. Fijado en la cintura escapular, extiende la cabeza haciéndola girar. La porción descendente es rotadora superior de la escápula y la porción ascendente es rotadora inferior.
Es rotador, aductor y elevador de la escápula.

## Galería

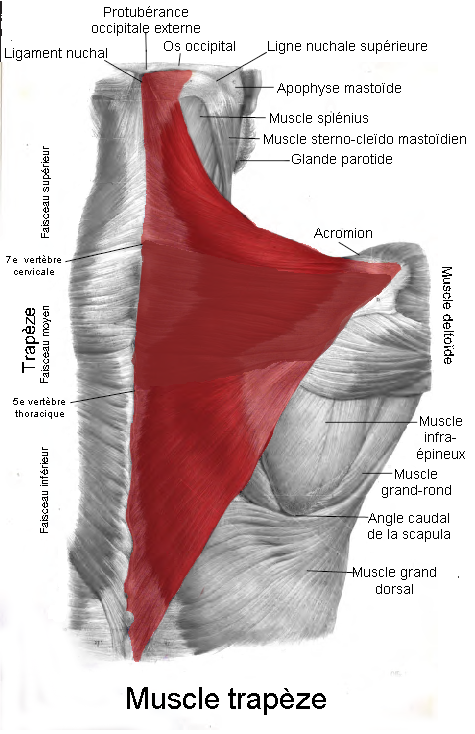
Músculo trapecio.
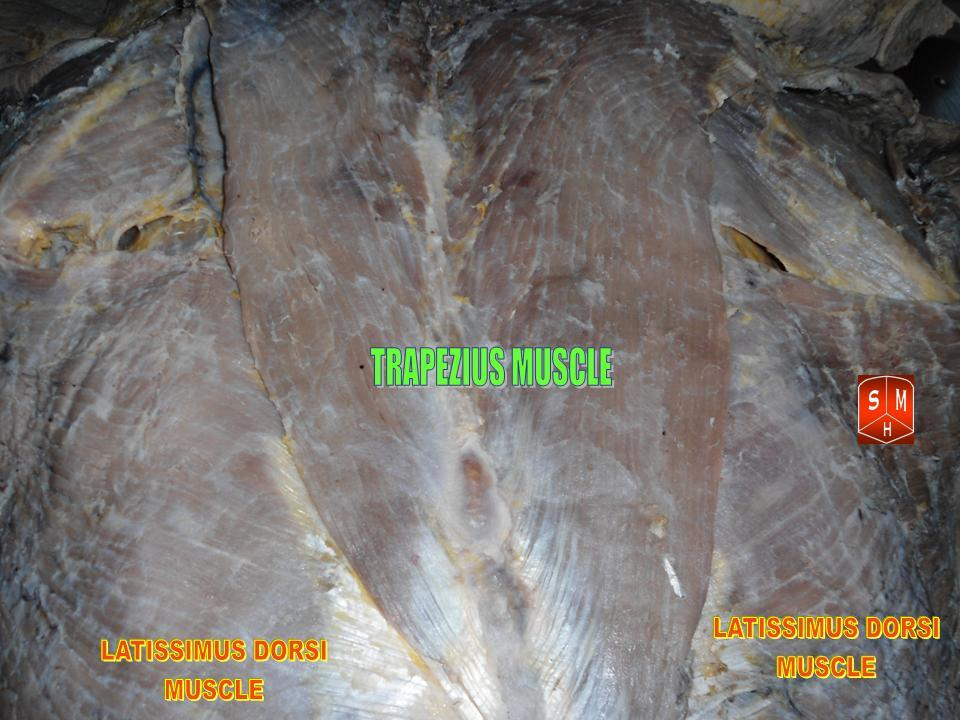
Músculo trapecio.